# Euryale
În mitologia greacă Euryale era una dintre cele trei gorgone nemuritoare, surori cu unghii ascuțite de alamă, cu părul din șerpi vii, veninoși.

## Abilități
Ca celelalte gorgone, ea e capabilă să transforme creaturile în stană de piatră.După moartea surorii ei, ori ea, ori Stheno este Regina Gorgonelor.Dar un lucru este sigur și acela că ea e cea mai puternică.

## Apariții
- Euryale și Stheno apar in "Sandman" de Neil Gaiman, publicat de DC Comics.
- Euryale apare ca un lider în jocul video God of War II, în încercarea de a o răzbuna pe sora ei, Medusa, ucisă în primul God of War.
- Gorgonele apar ca inamici în American Dragon Jake Long în episoadele "Bring It On" Și "Furious Jealousy".
- Euryale apare împreună cu surorile ei în desenul Class of the Titans, în episodul "Sibling Rivalry".
- Euryale și gorgonele apar în opera franceză Persée.

- Euryale apare in romanul Malpertuis de Jean Ray
- Gorgonele apar in Castlevania Lords of Shadow 2